# Bazzania callida
Bazzania callida là một loài rêu tản trong họ Lepidoziaceae. Loài này được (Sande Lac. ex Stephani) Abeyw. miêu tả khoa học lần đầu tiên năm 1959.